# Beskidenverein
Beskidenverein, Beskiden-Verein, Beskiden Verein (pol. Towarzystwo Beskidzkie) – niemiecka organizacja turystyki górskiej założona w 1893. Była pierwszą organizacją działająca na terenie Beskidów należących – wtedy do Austro-Wegier – a obecnie do Polski; Polskie Towarzystwo Tatrzańskie założono w 1873, ale długo ograniczało swoją działalność do Tatr oraz do pasm beskidzkich położonych dzisiaj na Ukrainie, a czeska Pohorská jednota „Radhošť” aktywna była w Beskidach należących obecnie do Czech.
Beskidenverein prowadziło szeroko zakrojoną działalność na rzecz propagowania turystyki masowej; było pionierem turystyki beskidzkiej w wielu dziedzinach. Działało oficjalnie do 1945 roku.

## Początki oraz działalność do 1918

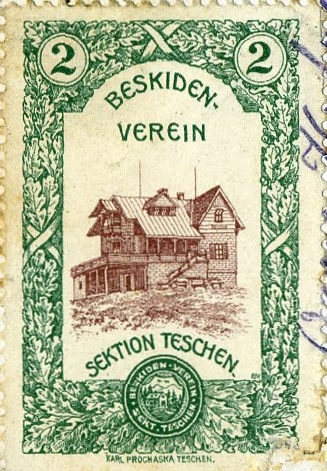
Znaczek nalepiany na pocztówki z wizerunkami schronisk Beskidenverein. Sprzedaż takich pocztówek była jednym ze sposobów dofinansowania Towarzystwa

Druga połowa XIX wieku to okres tworzenia pierwszych organizacji turystycznych i górskich w całej Europie. Na Śląsku austriackim jako pierwsze utworzono oddziały niemieckiego Morawsko-Śląskiego Sudeckiego Towarzystwa Górskiego (Mährisch-Schlesischer Sudetengebirgsverein, MSSGV) – sekcję w Opawie (1882), a następnie w Vitkowicach (obecnie dzielnica Ostrawy – 1884). W 1884 we Frenštácie pod Radhoštěm powstała czeska Jedność Górska Radhoszcz (Pohorská jednota „Radhošť”). Już wtedy pojawiły się głosy stworzenia niemieckiej organizacji turystycznej działającej tylko w Beskidach – aktywnymi tego propagatorem byli Karl Richter – polityk i prawnik oraz nauczyciel Johann Hadaszczok – obaj z Morawskiej Ostrawy. Ich marzenia spełniły się 28 lutego 1893 – we Frydku założono Beskidenverein. Wzorem była austriacka (a następnie ogólnoniemiecka) organizacja Alpenverein. Siedzibą główną miał zostać Frydek, ale ostatecznie ustanowiono ją w Morawskiej Ostrawie, a później przeniesiono ją do Cieszyna. Pierwszym przewodniczącym został Karl Richter.
Na przełomie wieków najaktywniejszymi działaczami byli profesorowie niemieckich szkół średnich z Morawskiej Ostrawy (Josef Matzura), Cieszyna (Alois Steiner) i Bielska (Karl Kolbenheyer).
Organizacyjnie BV składało się z samodzielnych sekcji, pomiędzy które podzielony został cały obszar zainteresowań. Członkami byli Niemcy mieszkający licznie na ówczesnym Śląsku austriackim oraz na północnych Morawach; celem było zagospodarowanie dla potrzeb turystycznych terenów od Łysej Góry na zachodzie po Babią Górę na wschodzie Beskidów: umożliwienie praktycznej realizacji celów (...) przez: znakowanie szlaków i poprawianie dróg, przez budowę i uruchamianie punktów oparcia w górach – ułatwianie poruszania się w Beskidach i zwiększanie chęci wędrowania (cytat ze statutu BV z 1893).
Głównym źródłem pozyskiwania funduszy (oprócz składek członkowskich) było wsparcie finansowe ze strony niemieckich właścicieli ziemskich, niemieckiego mieszczaństwa oraz fabrykantów. Związek wspierali również materialnie oraz politycznie książęta cieszyńscy z linii Habsburgów – arcyksiążę Albrecht, a po jego śmierci w 1895 arcyksiążę Fryderyk.
Wśród turystów, którzy na przełomie XIX i XX wieku odwiedzali Beskid Śląski w liczbie kilkudziesięciu tysięcy osób rocznie około 90% stanowili Niemcy, pozostali to głównie Czesi. Liczbę Polaków przechadzających się po górskich szlakach szacowano zaledwie na 1%. Beskidenverein było organizacją Niemców i większość działań prowadzonych była poprzez pryzmat interesów tej grupy narodowościowej. Z tego też powodu pojawiały się konflikty z podobnymi organizacjami czeskimi i polskimi, które nasiliły się jeszcze w okresie międzywojennym, w zmienionych warunkach politycznych i gospodarczych.

### Podział organizacyjny przed I wojną światową
W 1909 Towarzystwo liczyło już 13 sekcji – najsilniejsze w Bielsku (i Białej – Sektion Bielitz-Biala, także Beskiden Bielitz-Biala Verein), Cieszynie i Vítkovicach. Podział terytorialny wyglądał następująco: Śląsk austriacki – Bielsko, Cieszyn, Frydek, Bilovec (od 1901), Bogumin (od 1909); Morawy – Morawska Ostrawa, Mistek, Vitkovice, Frydlant nad Ostrawicą, Nowy Jiczyn; Górny Śląsk niemiecki: Racibórz (od 1897), Katowice (od 1898), Bytom (od 1906) i Mysłowice (od 1907). I wojna światowa nie spowolniła rozwoju Beskidenvereinu – w 1915 r. liczba sekcji wzrosła do 18 – przybyły kolejne sekcje z Niemiec – Pszczyna, Rybnik, Królewska Huta, a nawet odległa od Beskidów sekcja z Wrocławia.
Najbardziej aktywna była „od zawsze” sekcja bielska – już w roku założenia liczyła 432 członków (w 1909 – 1210) i wyznaczyła szlaki na Szyndzielnię, Klimczok i Błatnią. Na przełomie wieków kierowali nią Paul Niepen i Robert Meinhardt.
Walne zjazdy BV odbywały się każdorazowo w siedzibie innej sekcji, które brały udział w obradach poprzez swoich delegatów.

### Liczba członków Beskidenverein w latach 1893–1909
- 1893 – 1534
- 1895 – 1814
- 1900 – 2835
- 1905 – 3238
- 1909 – 4618

W roku 1915 liczba członków Towarzystwa przekroczyła 5 tysięcy. Najwięcej z nich (ok. 40%) pochodziło z Rzeszy, nieco mniej ze Śląska austriackiego, a z Moraw ok. 25%.

### Działalność znakarska w Beskidach
Towarzystwo wytyczało i znakowało szlaki turystyczne. W roku powstania BV oznakowało pierwsze szlaki w Beskidach – okolice Klimczoka, Magury i Błatniej, nie wiadomo jednak w jakiej formie i jakie trasy; pierwszy dokładny opis szlaków dotyczy terenów w rejonie Babiej Góry. W sierpniu 1894 r. Wilhelm Schlesinger (członek bielskiego BV), Lajos Klein (poczmistrz z Orawskiej Półgóry) oraz dwóch innych działaczy oznaczyło szlak Slaná Voda (zakład kąpielowy Słona woda w Orawskiej Półgórze) – polana Hucisko – Gajówka Hviezdoslava – Głodna Woda – Diablak. Kolor szlaku był czerwony. 11 czerwca 1895 r. Schlesinger po uzyskaniu zezwolenia z dyrekcji Dóbr Żywieckich (teren był własnością arcyksięcia Karola Stefana Habsburga z Żywca) wraz z zespołem wytyczył pierwszy dokładnie opisany szlak w Beskidach polskich na trasie Zawoja Widły – Gruba Jodła – Markowe Szczawiny – Dejakowe Szczawiny – Stary Groń – Widły. Pierwszy polski szlak pojawił się w tym rejonie (i zarazem w całych Beskidach Zachodnich) dopiero w 1906 r. Na tablicach drogowskazowych znajdowały się napisy tylko w języku niemieckim; kierowały one m.in. na Brana (Cyl), Branasattel (przełęcz Brona) oraz Teufelspitze (Diablak).
Do roku 1908 BV wyznaczyło już 300 km szlaków, a system znakowania – kolorowy pasek pomiędzy dwoma białymi (ustalony w 1897, a formalnie zatwierdzony w 1899 r.) został później przyjęty w wielu krajach, zaczęło go również używać PTT.

### Działalność wydawnicza
BV było pionierem w Beskidach w wielu dziedzinach – niezwykle istotna była działalność wydawnicza. Opublikowało liczne mapy, pierwsze przewodniki górskie, księgi jubileuszowe, sprawozdania i periodyki (m.in. Mitteilungen des Beskidenvereines, w latach 1904–1915, najpierw w Bielsku, później w Cieszynie; biuletyn ukazywał się 6 razy w roku, początkowy nakład wynosił 4 tys. egzemplarzy, a później wzrósł do 5,2 tys. egzemplarzy).
Najsilniejsza sekcja bielska zaczęła wydawać własne roczniki (Jahresbericht der Sektion Bielitz-Biala des Beskiden-Vereines) w roku powstania organizacji i sekcji – 1893. Początkowo były to skromne, kilkustronicowe broszury w formie sprawozdawczej. Od 1900 r. zmieniono nazwę na Jahresbericht der Sektion Bielitz-Biala des Beskiden-Vereines i zwiększono objętość. Zaczęły się też pojawiać felietony i ambitniejsze teksty. Rocznik ukazywał się do 1911 r., potem nastąpiła długa przerwa aż do okresu międzywojennego. W 1927 r. wydano sprawozdanie za lata 1912–1925, podobnie jak w roku 1928 za lata 1926–1927. Kolejne numery ukazywały się nieregularnie, w formie krótkiej broszurki. Ostatnie wyszło w 1943 r. – jako sprawozdanie za poprzedni rok. Wówczas sekcja przygotowała też jubileuszową pozycję z okazji 50-lecia działalności – jak się okazało, był to ostatni aspekt aktywności wydawniczej Beskidenverein.
Sekcja Bielsko miała również duży udział w przygotowywaniu map turystycznych i przewodników. Najważniejsze publikacje to:
- Führer durch die Beskiden im Gebiete der Section Bielitz-Biala des Beskiden-Vereines – 1891, autorstwa Karla Kolbenheyera,
- Illustrirter Führer durch die Beskiden und die agrenzenden Landschaften – 1891, Josefa Matzury,
- Führer durch Bielitz-Biala und Umgebung – 1912,
- Spezialkarte des schles.-gal. Beskiden – Wilhelma Schlesingera.

Z innych sekcji aktywna w działalności wydawniczej była m.in. sekcja z Frydka. Najważniejszą pozycją był przewodnik Führer durch die Beskiden autorstwa Johanna Hadaszczoka, kilkakrotnie wznawiany.
Sekcja bielska założyła biblioteczkę, w której gromadziła księgozbiór związany z górami. W 1903 r. liczyła ona 55 tomów.

### Schroniska Beskidenverein

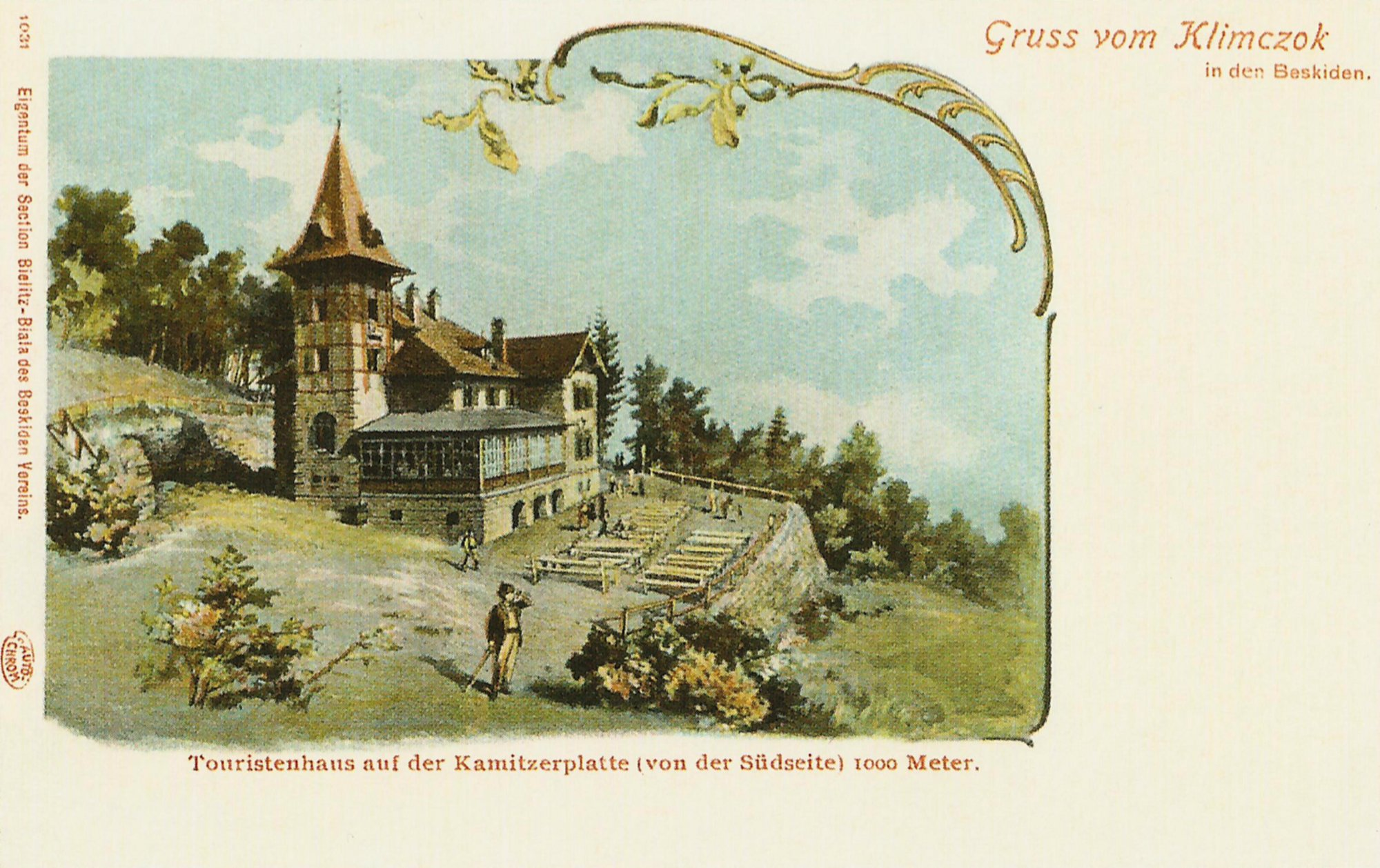
Schronisko na Szyndzielni – ok. 1907

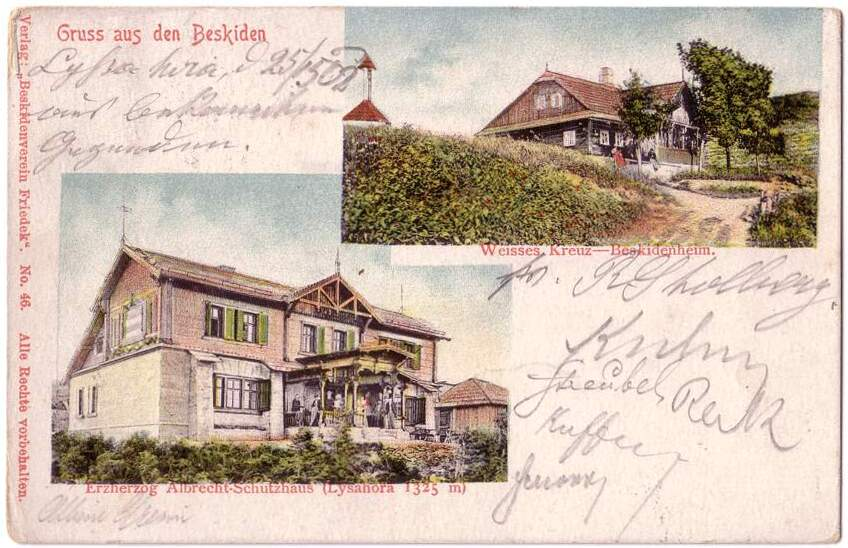
Pocztówka z 1902, przedstawiająca schronisko na Łysej Górze i Białym Krzyżu

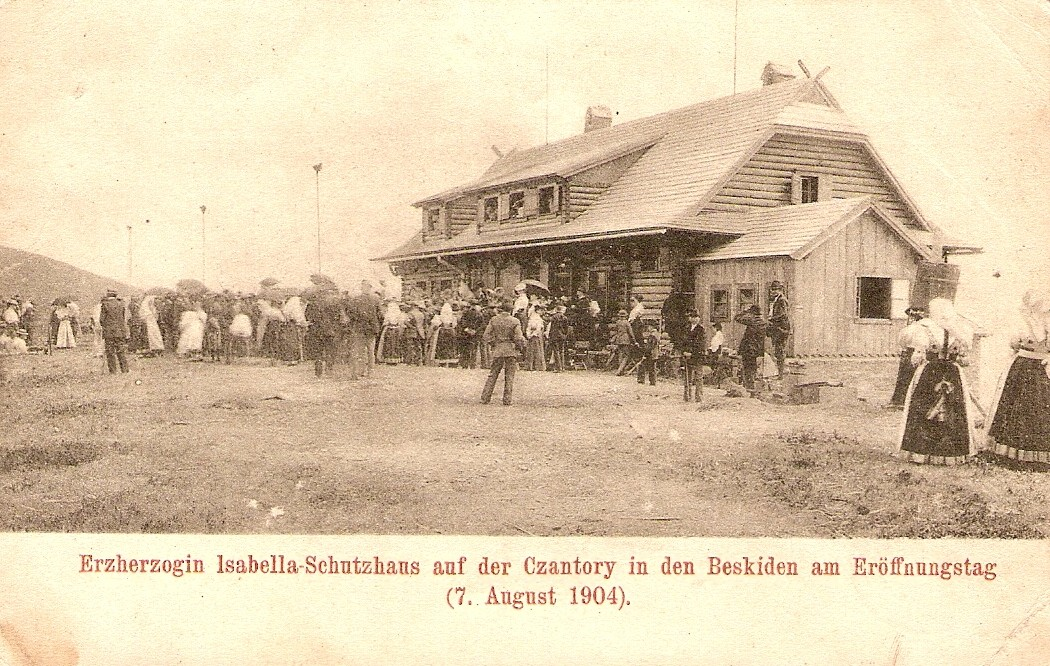
Otwarcie schroniska pod Czantorią w 1904

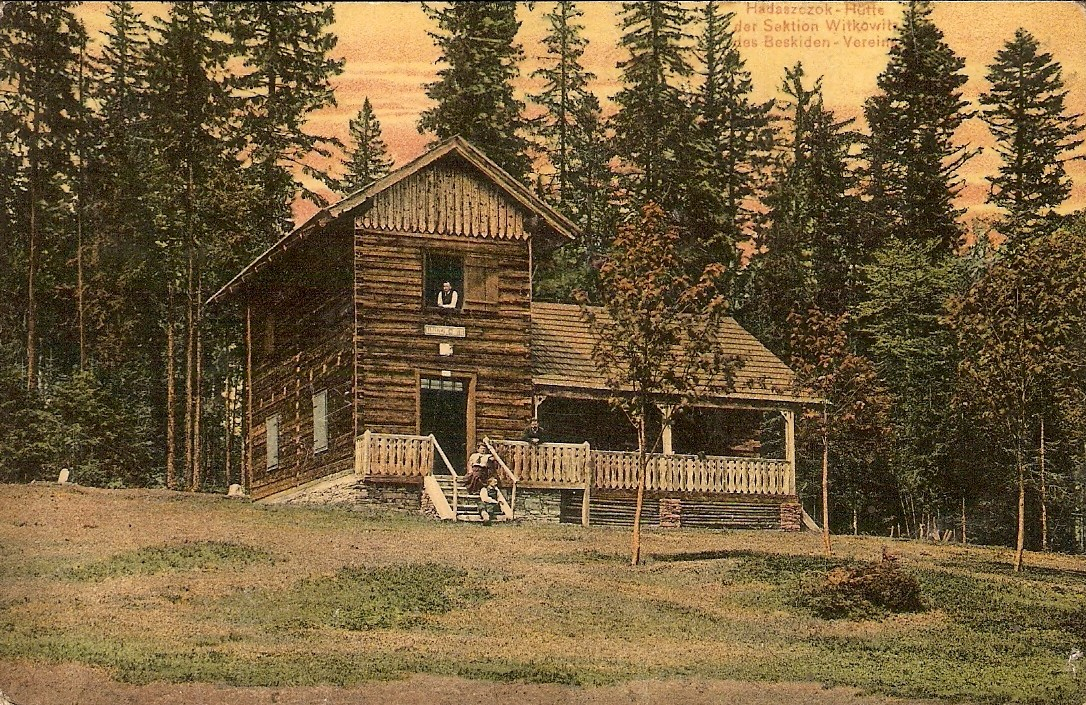
Hadaszczok – Hütte – pocztówka z 1907

Beskidenverein propagowało zarówno turystykę górską, jak i narciarstwo, ale przede wszystkim budowało pierwsze prawdziwe schroniska w Beskidach (obiekty noclegowe istniały już w górach wcześniej, lecz nie były to typowe schroniska turystyczne – nie korzystali z nich turyści, lecz arystokracja i koła łowieckie). Przed I wojną światową otwarto je w następujących miejscach:
- Jaworowy (Jaworowy, Gross Jaworowy) – kwiecień 1895; wybudowała je sekcja cieszyńska. Było to pierwsze prawdziwe schronisko turystyczne na terenie Beskidów (Erzherzog – Friedrich – Schutzhaus ku czci arcyksięcia Fryderyka z cieszyńskiej linii Habsburgów), bardzo popularne wśród turystów (już osiem dni po otwarciu pojawił się tysięczny gość, a w ciągu roku przeciętnie obiekt odwiedzało 6 tysięcy osób[11]).
- Łysa Góra (Lysa – Berg, Kahlberg) – 1895 wspólnym wysiłkiem pięciu sekcji pod nazwą Erzherzog – Albrecht – Schutzhaus. Patronem został arcyksiążę Albrecht, który zmarł w tym roku. W 1908 na szlaku biegnącym w stronę szczytu otwarto Ostrauer Hütte, jako punkt wypoczynkowy dla mniej zaprawionych turystów. Obiekt na szczycie utrzymywany przez Zarząd Główny BV, natomiast Ostrauer Hütte przez sekcję z Morawskiej Ostrawy.
- Szyndzielnia (Kamitzerplatte) – 1897. Było to pierwsze schronisko turystyczne (Schutzhaus auf dem Kamitzerplatte) na terenie Beskidów należących obecnie do Polski, istniejące po rozbudowie do dziś. W 1907 z okazji 10-lecia powstania schroniska dobudowano drewniany domek w stylu szwajcarskim, który miał służyć jako dodatkowy schron. Grunt pod schroniskiem przeszedł na własność Towarzystwa dopiero w 1940, po długim okresie dzierżawy. Zarządzała nim sekcja z Bielska. W 1906 obok schroniska utworzono ogród botaniczny (alpinarium) zwany beskidzkim – miał ok. 400 m² i zasadzono w nim 350 roślin ze 120 gatunków. Pomysłodawcą był dr Edward Schnack, członek BV, muzealnik i przyrodnik. Ogród istnieje do dziś.
- Bílý Kříž (Weisses Kreuz) w paśmie Małego Połomu – w 1897 r. gospoda i schronisko Beskidenheim zostało wydzierżawione od czeskiego właściciela; w jego miejscu w 1902 r. sekcja vitkowicka otworzyła nowe, większe schronisko Schutzhütte Weisse Kreuz. W roku 1907 do dyspozycji turystów przekazano tzw. willę letnią nazwaną Josefinenheim na cześć żony wielkiego przyjaciela i darczyńcy BV Friedriecha Schustera.
- Sławicz – 1898 lub 1899; powstaje niewielkie schronisko (Hadaszczok – Hütte), poświęcone pamięci Johanna Hadaszczoka, drugiego prezesa BV, który zmarł w 1895 r. bezpośrednio po wędrówce górskiej (miał duże problemy zdrowotne). Zarządzane przez sekcję z Vitkowic.
- Magurka Wilkowicka (Josefsberg) – 1903, dwukrotnie spłonęło – 1907 i 1912, dwukrotnie odbudowywane pod nazwą Erzherzogin Maria Theresia – Schutzhaus auf dem Josefsberg. Istnieje do dzisiaj.
- Czantoria Wielka (Großer Czantory-Berg) – 1904 jako Erzherzogin Isabella – Schutzhaus auf dem Großer Czantory-Berg (patronką była Isabella von Croy-Dülmen, żona arcyksięcia Fryderyka, ówczesnego księcia cieszyńskiego). Wybudowane i zarządzane przez sekcję cieszyńską. Istnieje do dzisiaj.
- Babia Góra (Teufelspitze) – wybudowane w 1905 jako Schlesinger-Schutzhaus (od nazwiska bardzo zasłużonego dla Towarzystwa Beskidzkiego Wilhelma Schlesingera) – do lat 30. XX wieku było to najwyżej położone schronisko w Karpatach. Powstało na terenie Węgier, od 1920 po regulacji granicy na Orawie znalazło się w granicach Polski. W 1933 roku Dyrekcja Lasów Państwowych ze Lwowa zakwestionowała prawo BV do gruntu, na którym stało schronisko i po procesie sądowym odebrała je Niemcom w 1938 roku (faktycznie już w 1936 przekazano je Spółdzielni Lasów Państwowych „Leśnik” ze Lwowa). Do roku 1939 funkcjonowało jako schronisko polskie, popularnie zwane Leśnikiem. Obecnie nie istnieje – pozbawione gospodarza w 1948 r. uległo zniszczeniu z powodu pożaru, a ruiny rozebrano do fundamentów w 1980. W schronisku od 1905 znajdowała się również księga meldunkowa z odezwą w trzech językach – niemieckim, węgierskim i polskim. Wcześniej, bo w 1904, BV na szczycie Babiej Góry zainstalowało skrzynkę z księgą pamiątkową dla turystów, według której na przełomie XIX i XX wieku na szczyt przybywało średnio około 400 osób.

Na Klimczoku w latach 1894–1895 z inicjatywy Towarzystwa rozbudowano dotychczasowe drewniane schronisko z 1872 służące głównie myśliwym (Klementinenhütte od nazwiska właścicielki tych terenów – Klementyny von Primavesi). Niestety – obiekt trzykrotnie trawił pożar (w 1895 podczas otwarcia po rozbudowie, w 1910 i w 1913), w związku z tym z pomocą BV w 1914 wybudowano nowy – kamienny, który dotrwał do czasów współczesnych.
Wszystkie wymienione schroniska posiadały restauracje, noclegi były możliwe w osobnych pokojach „dla pań” oraz „dla panów”. Na początku XX wieku nocleg kosztował 1,60 korony, natomiast na materacu 60 halerzy. Z wyjątkiem Hadaszczok – Hütte obiekty były czynne przez cały rok.
W 1894 na stokach Dębowca (Seniorberg) w dawnej gajówce książąt Sułkowskich Związek otworzył gospodę (Baumgärtel), jednak nie było to typowe schronisko turystyczne i w początkowych latach służyło jedynie jako miejsce odpoczynku dla turystów zmierzających z Bielska na Szyndzielnię. Dopiero w późniejszym okresie zaczęło udzielaċ noclegów. Nadal istnieje i służy turystom (jako obiekt gastronomiczny).
Wybudowano także drewniany schron na Romance (tzw. Ski-hütte), przeznaczony dla narciarzy, zniszczony podczas I wojny światowej przez górali.
Już w tym okresie rodziły się konflikty pomiędzy Towarzystwem a organizacjami polskimi i czeskimi – Niemcy na swoich tabliczkach, znakach oraz w schroniskach używali głównie języka niemieckiego (był on obowiązujący członków BV; na Babiej Górze były jednak również napisy węgierskie, a sporadycznie zdarzały się polskie i czeskie). Polacy i Czesi domagali się nazw dwujęzycznych, na co Niemcy nie chcieli się zgodzić, argumentując, że na szlakach znaczną większość stanowią turyści niemieckojęzyczni.

### Organizacja wypoczynku dla dzieci
Podobnie jak inne niemieckie organizacje turystyczne także Beskidenverein postanowiło organizować kolonie dla dzieci, aby w ten sposób propagować aktywną turystykę od najmłodszych lat. Sekcja z Morawskiej Ostrawy od 1901 wysyłała dzieci do Jabłonkowa, a od 1903 do Poruby. W 1908 przekazała organizację kolonii niezależnemu towarzystwu Fereinheim.
Oprócz organizowania kolonii BV zapoczątkowało pod koniec XIX wieku świąteczne akcje charytatywne wśród miejscowych biednych dzieci niemieckich lub góralskich. Rozdawano odzież, obuwie i słodycze.

### Popularyzacja narciarstwa
W 1907 sekcja Bielska założyła Zimowy klub sportowy (Wintersportclub Bielitz-Biala des Beskidensvereines) propagujący sporty zimowe, głównie narciarstwo – działalność prowadził wśród śląskich i małopolskich Niemców; po I wojnie światowej brał on udział w założeniu Polskiego Związku Narciarskiego. Najlepszy narciarz Wintersportclubu Teodor Winschenk (Weinschenck) był w okresie międzywojennym trzykrotnym mistrzem Polski, a ponadto reprezentował Polskę w konkurencjach alpejskich na olimpiadzie w Garmisch-Partenkirchen. Sekcja ta dość szybko odłączyła się od macierzystej organizacji i jej historia biegła odtąd osobną drogą.
W styczniu 1906, jeszcze przed założeniem Wintersportclub, 6 narciarzy z Zabrza, należących do BV jako pierwsi stanęli na szczycie Diablaka. Trasę, w trudnych warunkach atmosferycznych, zaczęli w Jeleśni, następnie skierowali się na Przełęcz Jałowiecką, a po zdobyciu „Królowej Beskidów” nocowali w schronisku pod Babią Górą (które wówczas normalnie zimą było zamknięte).
Pierwsze zawody narciarskie pod patronatem BV odbyły się w 1907 na stokach Łysej Góry i wzięło w nich udział 32 zawodników. Właśnie m.in. dla potrzeb narciarzy wybudowano Ostrauer Hütte oraz schrony narciarskie na Romance (w roku 1912) i Skrzycznem (w roku 1924).
Częste zawody oraz kursy szkoleniowe organizowano również na podszczytowych polanach Magurki Wilkowickiej.

### Współpraca z innymi organizacjami turystycznymi

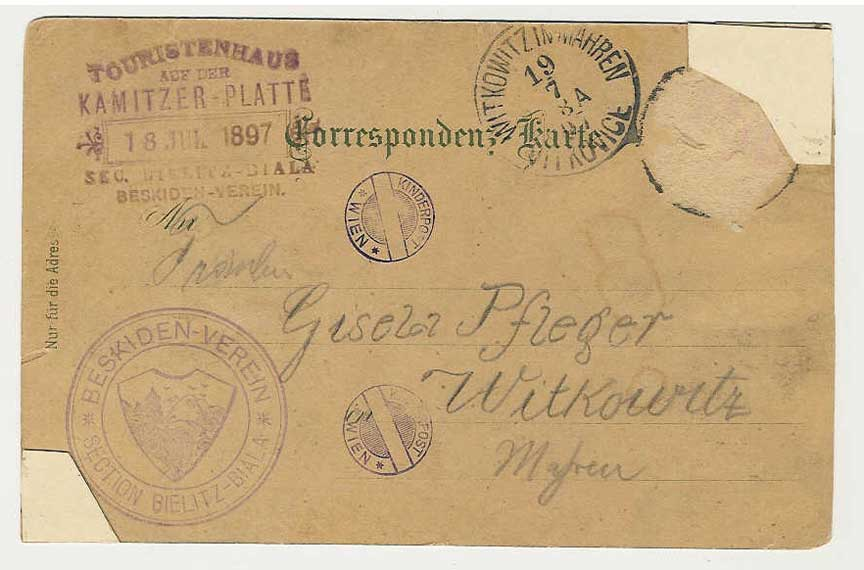
Kartka korespondencyjna ze schroniska na Szyndzielni (1897 rok)

Władze BV zdawały sobie sprawę, że współpraca między organizacjami górskimi będzie bardzo ważna dla propagowania turystyki. Na terenie Rzeszy Niemieckiej i Austro-Węgier działało bardzo wiele podobnych organizacji, głównie niemieckich, które skupiały swą działalność na różnych pasmach górskich.
W 1895 zorganizowano w Cieszynie wystawę, która ilustrowała dotychczasową działalność BV oraz podkreślała piękno Beskidów – do udziału w niej zaproszono również towarzystwa z innych pasm górskich.
W 1899 sekcja bielska BV zaproponowała Morawsko-Śląskiemu Sudeckiemu Towarzystwu Górskiemu wymianę zniżek – członkowie MSSGV mieli uzyskać zniżki w schronisku na Szyndzielni, którym administrowała sekcja bielska, w zamian za zniżki w schroniskach sudeckich. Zarząd Główny MSSGV przyjął propozycję przychylnie, ale ostatecznie ją odrzucił, uchwalając, że wymiana zniżek może nastąpić tylko między organizacjami, a nie z jedną sekcją.
Dopiero w 1902 Beskidenverein przystąpiło do wielostronnej umowy o współpracy i wymianie zniżek – oprócz MSSGV podpisały ją liczne sekcje z Niemieckiego i Austriackiego Towarzystwa Alpejskiego (Deutscher und Oesterreichischer Alpenverein, DuÖAV), Towarzystwo Niemieckich Turystów z Brna (Verein deutscher Touristen in Brünn) oraz kilka innych, mniejszych organizacji (w sumie ponad 50 sekcji i ponad 100 schronisk). Umowę zerwano w 1906 (z przyczyn finansowych nie była ona korzystna dla towarzystw alpejskich, których członkowie rzadko zaglądali w Beskidy lub Sudety). W 1913 członkowie BV ponownie uzyskali zniżki w schroniskach MSSGV, a od 1914 schroniska Beskidenverein stosowały takie same ulgi wobec członków towarzystwa Morawsko-Śląskiego.

## Podział Beskidenverein po I wojnie światowej
Działalność Towarzystwa Beskidzkiego była kontynuowana także po I wojnie światowej – Śląsk należący dotychczas do monarchii Habsburgów został podzielony między Polskę i Czechosłowację, natomiast dawny Śląsk pruski pomiędzy Polskę i Republikę Weimarską. Losy poszczególnych sekcji Beskidenvereinu, które znalazły się po różnych stronach granicy, zaczęły biec osobnymi torami, w zależności od państwa w jakim się one znalazły. W praktyce powstały dwie osobne organizacje (polska i czechosłowacka), które jednak ze sobą współpracowały.

## Działalność Towarzystwa Beskidzkiego w niepodległej Polsce
Polskie Beskidenverein ostro rywalizowało z polskimi organizacjami turystycznymi (m.in. wojna na pędzle na stokach Babiej Góry, której początki sięgają pierwszej dekady XX wieku). Na początku jednak kontakty pomiędzy dwoma organizacjami wcale nie były złe – co więcej, Towarzystwo Tatrzańskie (pod taką nazwą funkcjonowało Polskie Towarzystwo Tatrzańskie przed 1920 rokiem) było członkiem Beskidenverein i obie organizacje udzielały sobie wzajemnie zniżek. Współpraca ta została zerwana w 1904/1905, kiedy Towarzystwo Tatrzańskie podjęło uchwałę o utworzeniu osobnego oddziału obejmującego Beskidy oraz budowę schroniska na Markowych Szczawinach. Wtedy też Polacy podjęli uchwałę o zaprzestaniu udzielana zniżek członkom BV, choć formalnie z jej struktur nie wystąpili. Konflikty trwały nadal po 1918, praktycznie do końca okresu międzywojennego – krótkie czasy współpracy przeplatane były ciężką walką o turystów, prowadzoną często w sposób niezgodny z prawem (m.in. niszczono szlaki przeciwnika). Jednym z głównych powodów była rywalizacja na tle narodowościowym – BV propagowała w Beskidach „niemieckość” i działała głównie na rzecz turystów niemieckich, z kolei PTT za wszelką cenę chciało wpływy niemieckie ograniczyć.
Polskie państwo podejmowała próby zmuszenia Towarzystwa Beskidzkiego do połączenia z PTT, aby ograniczyć jego wpływ na terenie Beskidów (czego nie czyniono w stosunku do innych organizacji turystycznych), drobiazgowo kontrolowano niemieckie obiekty, nie wydawano tzw. kart tatrzańskich na przekraczanie granicy górskiej z Czechosłowacją, dochodziło też do sabotażu (nie tylko przemalowywań szlaków, w którym zresztą cechowały obie strony, ale również podpaleń). Działacze niemieccy skarżyli się, że w sprawozdaniach polskich komisarzy lepiej wyposażone schroniska BV wypadały gorzej od polskich. Inną działalnością było lokowanie polskich obiektów w pobliżu istniejących już budynków niemieckich – niepotrzebne były wówczas żmudne procedury budowlane, a schroniska niemieckie miały mniejszą liczbę turystów. Beskidenverein z tytułu działalności gospodarczej musiało odprowadzać podatki, natomiast polskie organizacje turystyczne były z nich zwolnione jako podmioty użyteczności publicznej. Rodziło to wśród polskich Niemców częste podejrzenia i pretensje, że państwo polskie nie traktuje ich tak samo jak polskich odpowiedników.
Podobnie jak przed wojną, najsilniejszą sekcją w niepodległej Polsce była bielska i ona przejęła nieformalną rolę kierowniczą w Beskidenverein (w spotkaniach z innymi organizacjami turystycznymi polskie BV występowało często jako Beskidenverein Bielsko) – była najbardziej aktywna i posiadała największą liczbę członków (w Bielsku oraz Białej mieszkała największa liczba Niemców w granicach polskiego Śląska i zachodniej Małopolski). Bielsko zostało także główną siedzibą polskiej części BV, która zgodnie z polskim prawem nie mogła być częścią zagranicznego związku, więc odłączyło się od sekcji, które znalazły się w Czechosłowacji.
W 1927 Towarzystwo liczyło około 4000 członków, w 1933 5000 członków, ale później ich liczba stopniowo spadała – w 1936 miała wynosić około 1600, lecz ta wartość wydaje się zaniżona. Tak nagły spadek liczby członków tłumaczony wzrostem aktywności PTT na Śląsku Cieszyńskim jest raczej mało prawdopodobny; większe znaczenie miał prawdopodobnie wielki kryzys gospodarczy, który wpływał negatywnie na aktywność turystyczną w górach.
Najsilniejsza sekcja z Bielska w 1927 miała 2300 członków (w porównaniu z 1035 w roku 1911), a w 1931 – 2600.
W drugiej połowie lat 30. cieniem na Towarzystwie kładło się zbliżenie części działaczy z Jungdeustche Partei – w mniej lub bardziej jawny sposób popierającej Hitlera i prowadzącej antypolską politykę. Niektórzy z członków BV byli jednocześnie członkami partii „młodoniemieckiej” i wykorzystywali związkowe obiekty do celów dywersyjnych i szpiegowskich.

### Próby porozumienia i konflikty z Polskim Towarzystwem Tatrzańskim
Na początku lat 20. PTT zaproponowało BV wejście do polskiej organizacji na prawach osobnego oddziału (domagały się tego także polskie władze) – Beskidenverein nie odpowiedziało na tę propozycje, obawiając się wchłonięcia przez Polaków i traktując jako zamach na własną suwerenność i dotychczasową tradycję pioniera turystyki beskidzkiej. Na terenach gdzie prowadzono działalność znakarską starało się o uzyskanie wyłączności.
W 1927 powstał Związek Towarzystw Beskidzkich w Polsce (Verband Beskidenvereine in Polen) z główną siedzibą w Bielsku. Utworzyły go niepolskie organizacje turystyczne, aby posiadać większą siłę przebicia w rywalizacji z organizacjami polskimi. W jego skład, oprócz BV weszło Towarzystwo „Przyjaciół Przyrody” (Naturfreunde) z Bielska i Aleksandrowic (Alexanderfeld), Wintersportclub z Bielska (który odłączył się wkrótce po swoim powstaniu od „górskiego” BV), Żydowskie Towarzystwo Sportowe „Makkabi” z Bielska oraz Alpenverein, który od 1913 posiadał swoją sekcję w Katowicach i w 1930 liczył 307 członków. W tym czasie BV rywalizowało z polskimi organizacjami również ceną – pod koniec lat 20. składka wynosiła 5 zł plus 1 zł wpisowego, dzięki czemu otrzymywało się 50% zniżki w schroniskach należących do Towarzystwa Beskidzkiego w Polsce i Czechosłowacji (oraz w obiektach organizacji zaprzyjaźnionych) – w tym samym czasie PTT pobierało odpowiednio 18 zł i 5 zł.
Na początku 1928 wybuchł spór o rozbudowę schroniska na Babiej Górze – protestowali Polacy, obawiając się, że większe schronisko niemieckie spowoduje marginalizację obiektu na Markowych Szczawinach i jednocześnie wskazując, że rozbudowa będzie miała miejsce na terenie objętym ochroną przyrody. Starostwo nowotarskie przyznało PTT rację i zakazało prac przy niemieckim schronisku. W związku z takim rozwojem sytuacji BV postanowiło wybudować nowy obiekt w innej części Beskidów – na Hali Lipowskiej
W październiku 1928 w lokalu PTT w Katowicach odbyła się wspólna konferencja w celu zakończenia konfliktu. BV wystąpiło jako Związek Towarzystw Beskidzkich w Polsce, reprezentując istniejące oddziały z Bielska i Białej, Cieszyna, Pszczyny, Nowego Bytomia, Królewskiej Huty oraz pozostałe organizacje sojusznicze. Polacy zgadzali się, aby prowadziło działalność znakarską według swojego systemu w okolicach Magury, Klimczoka, Błatniej i Skrzycznego (czyli w rejonie, gdzie było najbardziej aktywne), z kolei szlak z Przyborowa na Babią Górę pozostałby pod opieką niemiecką, ale system znakowania byłby PTT-owski. Polska organizacja nie wykluczała powiększenia „strefy wpływów” Beskidenverein, ale domagała się ograniczenia działalności w rejonie od Cieszyna po Babią Górę (a więc na południowych terenach polskiego Beskidu Śląskiego i Żywieckiego), gdzie i tak dominowało PTT.
W 1929 doszło do kolejnego spotkania wysłanników obu organizacji, tym razem w Cieszynie. Po raz kolejny ustalono zakres terytorialny działalności Beskidenverein (nie różnił się on zbytnio od tego z Katowic) – Beskid Mały na lewym brzegu Soły, grupa Klimczoka (włącznie z Błatnią) po przełęcz Beskidek między Brenną a Szczyrkiem, trasa na Skrzyczne oraz szlaki do schroniska na Babiej Górze i na przełęcz Salmopolską. Jednocześnie działacze BV definitywnie odmówili wejścia w skład Polskiego Towarzystwa Tatrzańskiego i uznawania zwierzchności tej organizacji.
W 1931 BV wstąpiło do Związku Polskich Towarzystw Turystycznych w Warszawie (utworzonego w 1927), ale nie wiązało się to z żadnymi konkretnymi rozwiązaniami; zbyt dużo różnych organizacji wchodziło w jego skład, reprezentujących często przeciwstawne interesy i liczne konflikty doprowadziły do jego rozwiązana w 1937.
Porozumienie z Katowic i Cieszyna trwało krótko – do 1931, kiedy to Polskie Towarzystwo Tatrzańskie uzyskało od Ministerstwa Robót Publicznych wyłączność na prowadzenie gospodarki turystycznej w górach – wszystkie pozostałe organizacje miały swoją działalność uzgadniać z PTT; działacze BV naturalnie nie pogodzili się z takim stanem rzeczy. Ponieważ nie mogli rozbudować schroniska na Babiej Górze wystąpili do ministerstwa z prośbą o dofinansowanie budowy nowego obiektu na Hali Lipowskiej, ale okazało się, że odpowiednie fundusze zostały już przekazane PTT, z którym należy omówić kwestię budowy oraz ewentualną subwencję. Polacy zaopiniowali pozytywnie potrzeby Towarzystwa Beskidzkiego, ale na remont szlaków turystycznych oraz bieżące naprawy w już istniejących schroniskach. Na nowy niemiecki obiekt nie wyrażono zgody, argumentując, że znajduje się on poza „strefą wpływów” uzgodnioną w Katowicach w 1928. Beskidenverein nie pogodziło się z kompetencjami PTT do decydowania o lokalizacji nowych schronisk i, będąc legalnym nabywcą właściwych gruntów, po otrzymaniu odpowiednich administracyjnych zezwoleń rozpoczęło budowę. Obiekt pod koniec 1931 miał wykonaną podmurówkę i został zabezpieczony na zimę w sposób umożliwiający przyjmowanie turystów. Oficjalnie otwarto je w sierpniu następnego roku (w okresie II wojny światowej funkcjonował pod nazwą Dr. Stonawski-Schutzhaus); po licznych przebudowach pełni swą funkcję również dzisiaj.
Polskie Towarzystwo Turystyczne w 1931 oficjalnie uznało wszelkie kontakty z Beskidenverein za zerwane. Na zebraniu jednej z podkomisji ustaliło także m.in. że rozgraniczy tereny przyznane przedtem BV pomiędzy własne oddziały oraz że zwróci się do odpowiednich starostw aby nie wydawały zezwoleń budowlanych bez zgody PTT. W mniej oficjalny sposób Polacy chcieli również zwrócić uwagę władz, że BV prowadzi, ich zdaniem, podejrzaną działalność polityczną, a Straż Graniczna powinna szczególnie uważnie kontrolować turystów narodowości niemieckiej, którzy poruszają się po szlakach bez przepustek górskich (które wydawało tylko PTT). Z innych ustaleń proponowano również przeprowadzić akcję propagandową w redakcjach najpoczytniejszych gazet polskich, podjęcie działań w celu usunięcia BV ze Związku Polskich Towarzystw Turystycznych w Warszawie, a Wintersportclubu z Polskiego Związku Narciarskiego (co się nie udało, a Niemcy pozostali członkami do końca istnienia tych organizacji), natomiast wszyscy członkowie BV, którzy należą równocześnie do PTT, mają zostać z polskiego towarzystwa wykluczeni.
Postawa państwa wobec Beskidenverein zmieniła się w 1934 roku, kiedy to w styczniu Polska i Niemcy podpisały deklarację o niestosowaniu przemocy.
W 1935 Ministerstwo Komunikacji zażądało, aby PTT i PZN zaczęły zapraszać Beskidenverein jako równorzędnego partnera do omawiania spraw gospodarki turystycznej, ale Terenowa Komisja Porozumiewawcza (złożona z działaczy PTT i PZN) żądanie to odrzuciła wykorzystując luki proceduralno-regulaminowe.
Pewne ocieplenie we wzajemnych relacjach nastąpiło w 1936 – Beskidenverein uwzględniło polskie postulaty o obniżeniu cen w schroniskach, co miało służyć popularyzacji turystyki (na przykład w schronisku na Hali Lipowskiej członkowie BV płacili za nocleg 1,20 zł, turyści niezrzeszeni 2,30, natomiast wycieczki szkolne i zbiorowe miały znaczne zniżki – odpowiednio 1,50 zł i możliwość negocjacji do 0,80 zł).
Zaostrzenie sytuacji międzynarodowej kładło się cieniem i na turystyce górskiej – w 1937 Halę Lipowską włączono do strefy nadgranicznej, co spowodowało ograniczenia w ruchu turystycznym – powodem były podejrzenia właścicieli schroniska o działalność antypolską. Okazały się one później niebezpodstawne, także w stosunku do właściciela pobliskiego schroniska na Rysiance, które oficjalnie było obiektem „polskim”. Ponieważ jednak schroniska na Rysiance (znajdującego się bliżej granicy) nie włączono do strefy przygranicznej, działacze Beskidenverein odebrali krok polskich władz jako kolejną szykanę pod swoim adresem. W 1939, w związku z coraz większym napięciem polsko-niemieckim, dostęp do schroniska na Lipowskiej został całkowicie uniemożliwiony.
W tym samym roku w Szczyrku odbyły się mistrzostwa Beskidenverein w narciarstwie – dzięki przychylnej postawie polskiego państwa przeprowadzono wówczas z zawodów transmisję radiową na falach niemieckiego radia – był to fakt bez precedensu w historii imprez sportowych w Beskidzie Śląskim.
Według ostatniego przedwojennego rejestru w sierpniu 1939 polskie Beskidenverein liczyło 1882 członków – głównie z Górnego Śląska, ale również z odległych od gór miast, którymi były na przykład Chojnice, Grudziądz, Gdańsk, Leszno, Poznań, Stanisławów, Toruń i Warszawa.

### Nowe schroniska w niepodległej Polsce

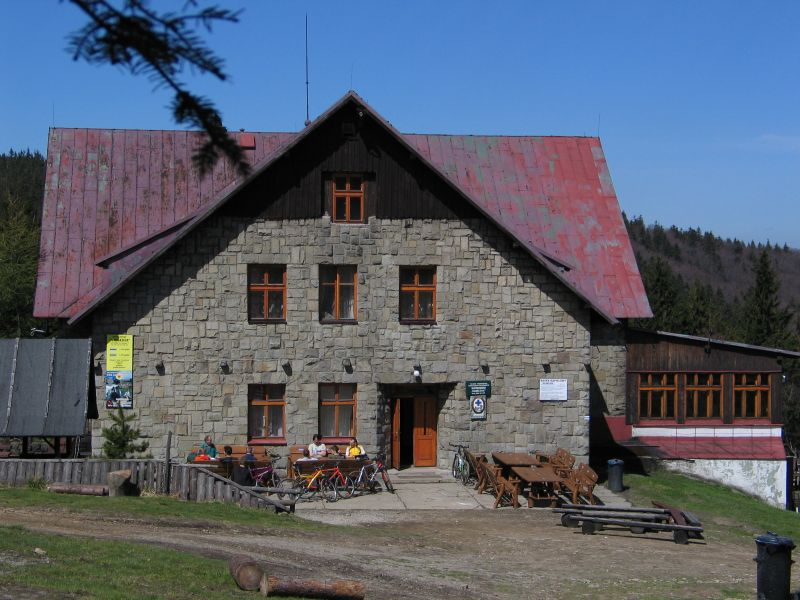
Schronisko na Klimczoku (dawne Klementinenhütte), widok obecny

Oprócz wspomnianego na Hali Lipowskiej Beskidenverein przejęło również kolejne:
- na Koziej Górze (Rodelhütte, po polsku Stefanka od nazwiska prezesa Beskidenverein dr. Karola Steffana) – 1926,
- na Klimczoku (Klementinenhütte) – obiekt wydzierżawiono w 1930 od dotychczasowego właściciela – barona Klobusa z Łodygowic, uprzedzając PTT.

Powstała także stacja turystyczna „Biały Krzyż” w budynku szkolnym na przełęczy Salmopolskiej – uległa ona zniszczeniu w 1945, podczas potyczki pomiędzy partyzantami a wojskami niemieckimi.
W 1924 na Skrzycznem (Rauhkoppe, rzadziej Skrzycznehütte) wybudowano drewniany schron narciarski, który przetrwał do II wojny światowej.
Czasem pojawiają się niepotwierdzone informacje, że schronisko, wybudowane w 1935 na Chrobaczej Łące, również należało do BV.

## Towarzystwo Beskidzkie w Czechosłowacji
Upadek Austro-Węgier nie zakończył działalności Towarzystwa także i w Czechosłowacji. Oddzielone od polskich sekcji granicą czechosłowackie BV stało się praktycznie i formalnie samodzielną organizacją, choć nadal współpracowało z kolegami działającymi w Polsce (zniżki BV honorowane były po obu stronach granicy). Główną siedzibą czechosłowackiej części Towarzystwa została Morawska Ostrawa.
Po I wojnie światowej przestała działać sekcja we Frydlancie, powstały jednak nowe – w miejscowościach takich jak Frysztat, Kopřivnice, Karwina i Jabłonków (działała tylko przez kilka lat), a w późniejszym okresie również sekcja w Fulneku. W Cieszynie istniały dwie – po czechosłowackiej i polskiej stronie. W 1926 sekcje BV w Czechosłowacji skupiały ok. 3500 członków (a więc niewiele mniej niż polskie); najliczniejsze były z Cieszyna (siedziba główna przedwojennego BV, która została po czechosłowackiej stronie granicy) i Vítkovic.
Towarzystwo Beskidzkie w Czechosłowacji wydawało także własne czasopismo, nazwą nawiązujące do przedwojennego – Mitteilungen des Beskidenvereines. Sitz des Hauptvereines Mähr-Ostrau. W propagowaniu turystyki sięgało czasem po nowoczesne środki – np. w 1933 w Morawskiej Ostrawie zaprezentowano niemy film „Wir und die Beskiden”. Zachętą do wędrówek miały też być organizowane przez BV konkursy fotograficzne o tematyce górskiej.
W momencie powstania Czechosłowacji BV było jedną z najliczniejszych organizacji turystycznych w tym kraju. Jego rola pozostała istotna przez cały okres Republiki, jednak, podobnie jak w Rzeczypospolitej, działalność Towarzystwa spotykała się czasem z niechęcią i podejrzliwością władz, na co niemieccy działacze reagowali podobnie. Akcenty nacjonalistyczne, z których BV nigdy nie chciała do końca zrezygnować, rodziły ciągłe konflikty, podobnie jak sprawy napisów i oznaczeń – wskutek nacisków władz czechosłowackich Niemcy zmuszeni byli do wymiany opisów niemieckich na dwujęzyczne, lecz czynili to z dużymi oporami.

### Współpraca z innymi niemieckimi organizacjami turystycznymi
Niemcy w nowych warunkach czechosłowackiej republiki z narodu rządzącego stali się największą mniejszością narodową. Dla obrony wspólnych interesów konieczna stała się szersza współpraca, również wśród niemieckich organizacji turystycznych, których na terenie Czechosłowacji było kilkadziesiąt.
W 1920 w Uściu nad Łabą założono Związek Niemieckich Towarzystw Górskich i Wędrownych w Republice Czechosłowackiej (Hauptverband deutscher Gebirgs- und Wandervereine in der Tschechoslowakischen Republik, HDGW), który miał reprezentować niemieckie organizacje przed rządem w Pradze. Czechosłowackie sekcje BV weszły w skład Związku w 1923 – członkom przysługiwały zniżki na przejazdy koleją, rozmaite ulgi w różnych miejscach na terenie Czechosłowacji, ułatwienia w ruchu granicznym z Niemcami, ubezpieczenia od wypadków oraz możliwość otrzymania dotacji państwowych (które jednak przyznawano rzadko i były niewielkie). Niemieckie organizacje górskie i wędrowne po początkowych oporach (chodziło głównie o wysokość składek) wstępowały do HDGW chętnie i w 1928 należało do niego 51 organizacji, czyli niemal wszystkie funkcjonujące w Czechosłowacji. Prace Związku skupiały się, oprócz kontaktów z rządem, na wspólnej promocji turystyki szczególnie wśród niemieckiej młodzieży (organizowano obozy wędrowne w Niemczech), wspólnie przygotowywano też wielkie imprezy jak Niemiecki Dzień Wędrowny. HDGW wydawał własny miesięcznik turystyczny Deutsches Bergland.
W 1938 do Związku należały wszystkie niemieckie organizacje górskie w Czechosłowacji oraz niemal wszystkie wędrowne – w sumie 83 towarzystwa, liczące 70 tysięcy członków. HDGW działał do aneksji Kraju Sudetów przez III Rzeszę, a następnie pod zmienioną nazwą i w zmienionych warunkach politycznych do 1942.
Oprócz współpracy ogólnoczechosłowackiej BV postanowiło również stworzyć porozumienie towarzystw górskich Moraw, Śląska i Słowacji. W jego skład miało wejść m.in. Karpathenverein (Towarzystwo Karpackie, KV) oraz MSSGV. Początkowo głównym celem miała być wymiana zniżek pomiędzy organizacjami (w HDGW nie było wzajemnej wymiany zniżek; poszczególne towarzystwa regulowały to w osobnych umowach między sobą). Do 1922 obowiązywała stara, przedwojenna umowa pomiędzy BV a MSSGV – po trzyletniej przerwie czeskie Towarzystwo Beskidzkie przyznało w swoich schroniskach zniżki członkom sekcji MSSGV z Opawy.
W 1928 w Czeskim Cieszynie doszło do spotkania przedstawicieli BV z obu stron granicy oraz KV i MSSGV, a także przedstawicieli władz polskich i czechosłowackich. Ustalono, że utworzona zostanie wolna grupa robocza bez statusu (Arbeitsgemanschatf), w skład której nieformalnie weszło również Kłodzkie Towarzystwo Górskie, a polskie BV ostatecznie pozostało poza grupą, ale zawsze mogło liczyć na jej pomoc i wsparcie. Ustalono, że wzajemnie zniżki w obiektach turystycznych będą miały formę znaczków uzupełniających wklejanych do legitymacji własnej organizacji (polskie Beskidenverein i Karpathenverein dołączyły do tego systemu w 1931). Początkowo zainteresowanie zniżkami nie było duże (np. w 1930 znaczki BV wykupiło 49 z 1444 członków sekcji MSSGV w Opawie). Czeskie sekcje BV podpisały także wzajemne umowy o zniżkach z Praskim Klubem Turystów oraz Alpejskim Towarzystwem „Donauland”. Oprócz kwestii zniżek grupa robocza pracowała nad propozycją wolnego przekraczania granicy pomiędzy Polską i Czechosłowacją na podstawie legitymacji turystycznych, która miała zostać przedstawiona rządom w Warszawie i Pradze, jednak postulaty te nie znalazły zrozumienia u władz aż do II wojny światowej. Grupa robocza planowała również nawiązać współpracę z Klubem Czechosłowackich Turystów oraz Jednością Górską „Radhoszcz”. Ponadto MSSGV oraz GGV obiecały rozreklamować Beskidy na głównych terenach swojej aktywności.
W latach 30. aktywność grupy roboczej znacznie osłabła. W 1934 utworzono komórkę Ost und West, która miała organizować grupowe wyjazdy członków Beskidenverein i Karpathenverein w Jesioniki, a MSSGV w Beskidy i Karpaty. W 1937 planowano wyjazdy w Tatry, jednak nie wiadomo, czy doszły one do skutków. Ostatnie zebranie grupy roboczej odbyło się w Morawskiej Ostrawie w 1938, a po włączeniu Kraju Sudetów do Rzeszy przestała istnieć.
Przy niektórych sekcjach górskich istniały także sekcje sportów zimowych, które weszły w skład Związku Niemieckich Towarzystw Sportów Zimowych (Hauptverband der deutschen Wintersportvereine). Funkcjonowało 8 takich sekcji – w Vitkovicach, Czeskim Cieszynie, Karwinie, Morawskiej Ostrawie, Boguminie, Frydku, Mistku i Kopřivnicy.

### Schroniska BV w Czechosłowacji

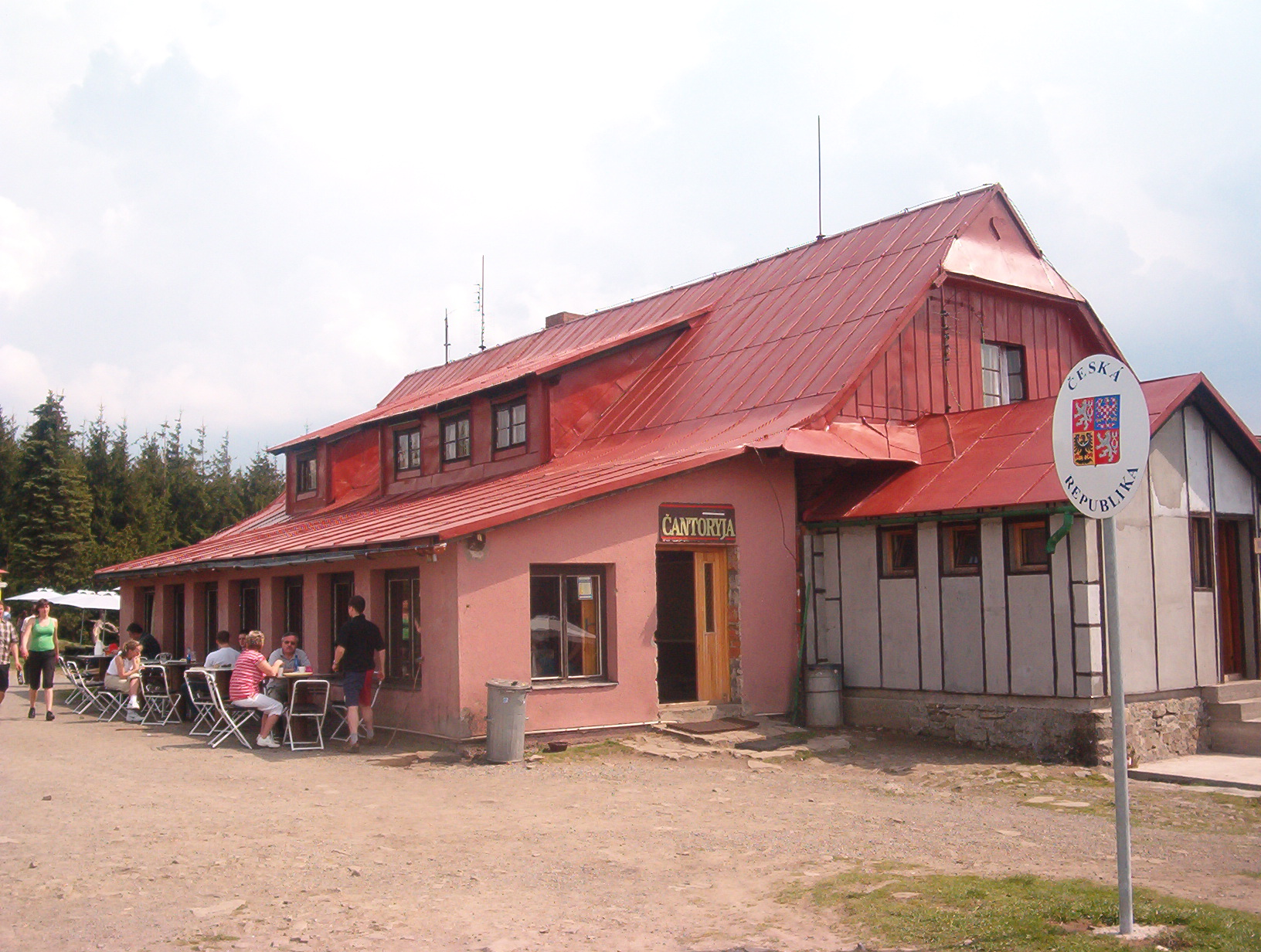
Schronisko na Czantorii – stan dzisiejszy

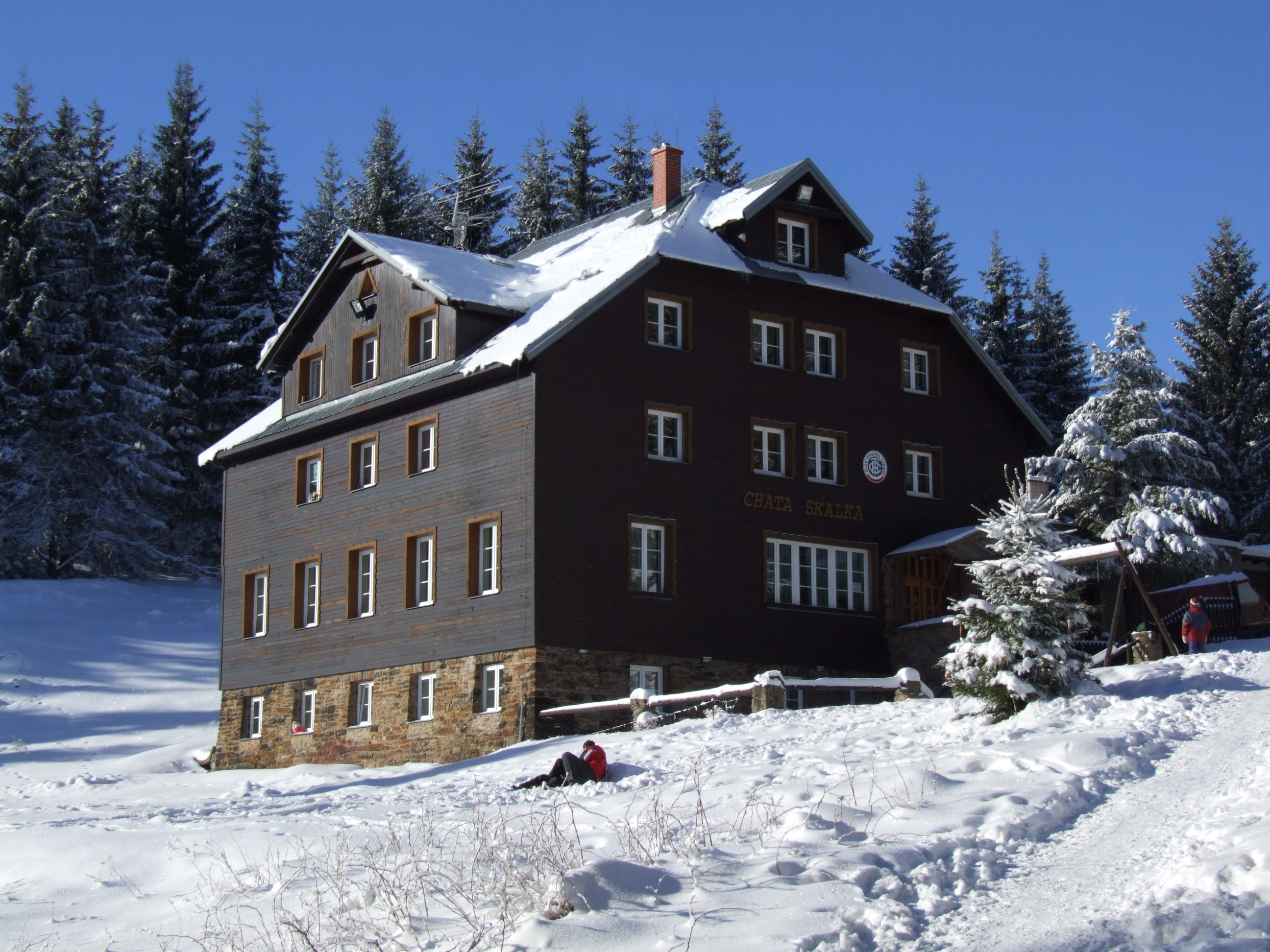
Schronisko na Skalce (Chata Skalka) – stan dzisiejszy

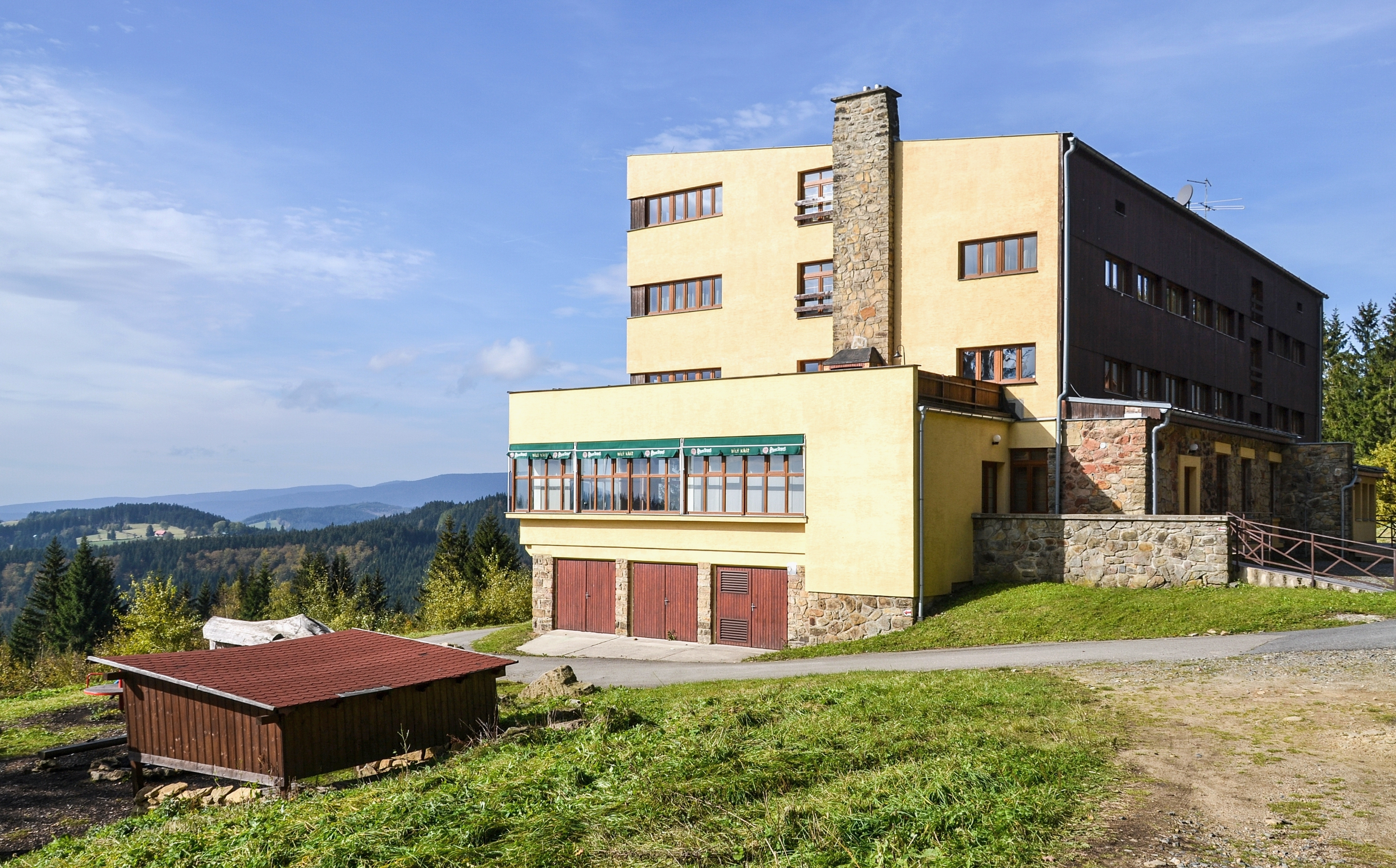
Berghotel na Białym Krzyżu – stan na rok 2016

Po kilku latach bezczynności, spowodowanej niepewną sytuacją na pograniczu oraz brakiem funduszy Towarzystwo Beskidzkie ponownie rozpoczęło inwestycje w obiekty noclegowe, aczkolwiek już nie tak duże jak przed wojną
- Schronisko na Wielkiej Czantorii (Großer Czantory-Berg) leżało teraz w pasie granicznym pomiędzy Czechosłowacją i Polską. Ograbione i zdewastowane w 1918 doczekało się remontu oraz ponownego otwarcia w 1923
- Na Białym Krzyżu Niemcy wykupili kolejne grunty i w 1924 postawili dwupiętrowy hotel Weisse Kreuz[36] (kamień węgielny położono już w 1914). Obiekt był drewniany i w 1936 padł ofiarą pożaru. Jeszcze wcześniej, w 1927 spłonął stary obiekt z 1902 i turyści pozostali bez obiektu noclegowego. Na szczęście Weisse Kreuz był ubezpieczony na dużą sumę i już w 1937 hucznie świętowano otwarcie nowego, luksusowego hotelu w stylu modernistycznym Berghotel.
- Na Łysej Górze (Lysa – Berg, Kalhberg) w Erzherzog – Albrecht – Schutzhaus zaczęło brakować miejsc dla wszystkich potrzebujących i Beskidenverein w 1933 wybudowało nowy obiekt noclegowy – „Steinerne Haus”[37]. W 1926 znacznie rozbudowano także Ostrauer Hütte.
- Sekcja z Cieszyna w trzy miesiące 1928 wybudowała niewielkie schronisko na Skalce w pobliżu Mostów koło Jabłonkowa.
- Hadaszczok-Hütte na górze Sławicz od sekcji vitkovickiej przejęła sekcja w Boguminie i po remoncie w 1936 ponownie udostępniła turystom; dzierżawcą został Josef Ruminsky. Niedaleko starego schroniska w 1931 uruchomiono nowe, czeskie – Kolářova chata Slavíč; właścicielem był Jan Kolář, były policjant z Moraw, dawny (od 1910) dzierżawca w Hadaszczok-Hütte[38].

### BV w przededniu wojny
Podobnie jak w Polsce niektórzy członkowie Beskidenverein związali się w latach 30. z ruchem wszechniemieckim oraz nazistowskim, który szczególnie aktywny był na terenach Kraju Sudetów. Działali w partiach DNP (Deutsche Nationalpartei), SdP (Sudetendeutsche Partei) oraz DNSAP (Deutsche Nationalsozialistische Arbeiterpartei). Najbardziej zaangażowana była sekcja z Bogumina, którą bacznie obserwowała czechosłowacka policja i kilka razy sprawdzała niemiecki lokal – okazało się jednak, że nawet w tej sekcji nikt z kierownictwa ani większość członków nie należała (przynajmniej formalnie) do wyżej wymienionych partii.
Po polskiej aneksji Zaolzia w 1938 kilka schronisk Beskidenverein też znalazło się w granicach Polski – obiekty na Jaworowym, Skalce, górze Sławicz i Wielkiej Czantorii. Brak jednak informacji o zmianie administratorów tych schronisk, były zresztą zarządzane przez sekcje z terenów, które również znalazły się w Polsce – cieszyńską i bogumińską.

## Towarzystwo Beskidzkie w Republice Weimarskiej
Sytuacja Beskidenverein w Rzeszy Niemieckiej stała się najtrudniejsza, gdyż z dawnych niemieckich sekcji pozostały jedynie 3 – w Bytomiu i Raciborzu, które szybko zakończyły działalność oraz we Wrocławiu. Odległość i przeszkody polityczne sprawiły, że sekcja wrocławska z konieczności musiała ograniczyć swą aktywność. W 1924 stała się częścią Grupy Roboczej Śląskich Towarzystw Górskich (Arbeitsgemeinschaft der schlesischen Gebirgsvereine – porozumienia wrocławskich towarzystw górskich, w ramach którego uzgadniano wspólne terminy imprez, wspólne wystąpienia do władz w sprawie połączeń kolejowych, organizowano wspólne konferencje). Niewiele wiadomo o udziale członków sekcji Towarzystwa Beskidzkiego w tych pracach – wiadomo, że sama Grupa Robocza istniała jeszcze w 1942.

## Beskidenverein podczas II wojny światowej
W listopadzie 1939 kierownik Towarzystwa, dr Edward Stonawski, został administratorem komisarycznym Oddziału Babiogórskiego PTT (BV przejęło także majątek oddziału po rozwiązaniu PTT), a Beskidenverein otrzymało w późniejszym czasie kilka polskich schronisk (choć znacznie mniej, niż się spodziewało). Położone były na terenach polskich włączonych do III Rzeszy, choć Związek starał się także o budynek na Markowych Szczawinach leżący w Generalnym Gubernatorstwie. Dr Stonawski powoływał się na zasługi swojej organizacji, utrzymywał też kontakt z dotychczasowym właścicielem, Rudolfem Wielgusem, którego chciano pozostawić na stanowisku. Ostatecznie jednak Markowe Szczawiny jesienią 1940 przejął nowo utworzony krakowski oddział Alpenverein (Zweig Krakau des Deutschen Alpenvereins). W dodatku schronisko pod Babią Górą zostało przekazane słowackiej Straży Granicznej, co dla Towarzystwa było dotkliwą stratą, gdyż liczono na jego powrót w zarząd niemiecki, albo chociaż na przekazanie go organizacji Karpathenverein, działającej na Słowacji.

### Utworzenie Głównego Związku Beskidzkiego
Początkowo po zakończeniu wojny na Beskidenverein i jego kierownictwo spłynęły pochwały jako organizacji, która była zasłużonym pionierem w walce o niemieckie Beskidy i niemiecką ziemię.
Szybko jednak okazało się, że władze niemieckie traktowały Beskidenverein dość podejrzliwie – mimo to dr Stonawski miał nadzieję, że jego organizacja stanie się zarządem głównym dla wszystkich niemieckich towarzystw beskidzkich. Tak się jednak nie stało – najpierw, we wrześniu 1939, podporządkowano byłe czechosłowackie Beskidenverein ogólnoniemieckiemu związkowi towarzystw górskich (Reichsverband der Deutschen Gebirgs- und Wandervereine) z siedzibą w Uściu nad Łabą, a w czerwcu 1940 w Cieszynie odbyło się posiedzenie założycielskie nowego Głównego Związku Beskidzkiego (Beskidenhauptverein in Teschen), którego siedziba miała znajdować się w tym mieście nad Olzą. Ustalono na nim, że poszczególne stowarzyszenia z polskiej i czechosłowackiej strony staną się oddziałami tej organizacji. Prezesem nie został jednak Edward Stonawski, a starosta cieszyński dr Krueger.
Przy okazji powołania wspólnego Związku uściślono nazwy poszczególnych jego członków – Główny Związek Beskidzki w Cieszynie (Hauptverein Beskidenverein), natomiast pozostałe zostały określone jako „oddziały”, a nie „sekcje” (Zweigstelle Beskidenverein).
W praktyce „stare” Beskidenverein zostało podporządkowane administracji niemieckiej i sprowadzone do roli jednej z mniejszych organizacji, podległej centralnemu związkowi w Rzeszy.
W skład połączonego Związku weszły następujące oddziały: Bielsko, Frysztat, Frydek, Karwina, Bogumin, Cieszyn i Pszczyna ze Śląska, Morawska Ostrawa, Mistek i Vítkovice z Protektoratu Czech i Moraw oraz Kopřivnice, Fulnek, Bílovec, Nowy Jiczyn i Opawa z Kraju Sudetów.
Próbowano również reaktywować oddział w Katowicach oraz istniejące w przeszłości sekcje w Raciborzu, Królewskiej Hucie i Bytomiu, a także założyć nową w Gliwicach. Powodzeniem zakończyło się utworzenie oddziału w Zabrzu (Hindenburg).
Trudno oszacować liczbę członków Towarzystwa w czasie wojny – wiadomo, że sekcja bielska liczyła w latach 1940–1942 1500 – 1800 osób.
Ostatnim przejawem działalności była broszura wydana w 1943, przygotowana z okazji półwiecza istnienia BV. Autorem był dr Stonawski – podsumował on w skrócie dzieje Towarzystwa. Beskidenverein w polskich czasach wykonał swój obowiązek jako związek niemiecki i w tym czasie torował na wschodzie drogę niemieckości. W kwietniu tego roku główny oddział z Morawskiej Ostrawy wykreślono z rejestru stowarzyszeń.

### Dawne polskie i czechosłowackie schroniska pod administracją niemiecką
O rozdziale schronisk decydował prezydent Katowic w porozumieniu z Komisariatem Wschód, jako uprawniony do podejmowania działań na terenach nowo przyłączonych do Rzeszy. Większość z nich należała przed wojną do PTT, choć Niemcy przejmowali zarówno schroniska prywatne, jak i te, które do 1938 znajdowały się w granicach Czechosłowacji.
Ku wielkiemu rozczarowaniu członków Towarzystwa sporo obiektów dostały inne organizacje niemieckie i to nie zawsze turystyczne. Schroniska na Kozubowej (położone w Czechosłowacji, ale prowadzone przez Polskie Towarzystwo Turystyczne „Beskid” z Cieszyna), Praszywce i Ropiczce (czechosłowackie) otrzymał Związek Krajowych Schronisk Młodzieżowych na Śląsku (Landesjugendherbergsverband Schlesien), budynek w Zwardoniu narodowo-socjalistyczna organizacja pracy N.S. Gemeinschaft „Kraft durch Freude” (przez krótki okres, do sierpnia 1940), Przysłop pod Baranią Górą przejęła Państwowa Administracja Leśna, która wydzierżawiła go Wintersportverein z Katowic, natomiast schronisko na Wielkim Połomie (do 1938 na terenie Czechosłowacji) objął w administrację Landesverkehrsverband (organizacja przemysłowa działająca w różnych krajach Rzeszy) z zamiarem utworzenia tam Górskiego Domu Gościnnego.
Oddział cieszyński BV otrzymał dawne obiekty czechosłowackie na Girowej (Schutzhaus auf der Girova) i Ostrym (Schutzhaus auf dem Ostry) oraz polskie na Stożku i Równicy; w tym ostatnim schronisku, w zamian za podpisane Volkslisty, pozostawiono dotychczasowego prowadzącego Rudolfa Hulanika. Frekwencja na Równicy była podczas wojny duża, a oprócz mowy niemieckiej słychać było także polską, która była przez Hulanika tolerowana.
Nowy oddział powstał w Żywcu, a jego przewodniczącym został dr Hering, landrat żywiecki. Administrował on dawnymi polskimi schroniskami na Przegibku, na Hali Boraczej (należało przed wojną do Żydowskiego Towarzystwa Sportowego „Makkabi”), a w późniejszym okresie i w Zwardoniu. Na Wielkiej Raczy oddział wyremontował obiekt oraz wybudował nowy budynek gospodarczy, a od 1940, za zgodą Heringa, gospodarzył ponownie jak przed wojną Bronisław Jarosz (jego sprawne zarządzanie sprawiło, że schronisko aż do końca wojny było należycie utrzymywane i dopiero po wycofaniu się Niemców zniszczyli je szabrownicy).
Oddział bielski otrzymał jedynie Halę Miziową, a w późniejszym okresie Leskowiec, do czasu podjęcia decyzji o jego dalszej przynależności (decyzja ta nigdy nie zapadła i schronisko pozostało w rękach BV do końca wojny; z powodu złego stanu technicznego, braku wody oraz położenia w mocno zalesionym terenie nie przyjmowało turystów, a dotychczasowy gospodarz Jan Targosz pilnował tylko, aby go do reszty nie zniszczono). Być może w przyszłości pod administrację Związku weszłoby także projektowane schronisko na Malinowskiej Skale; inicjatywa budowy podjęta przez prezydenta Zabrza (i jednocześnie prezesa zabrzańskiego oddziału) nie wyszła jednak poza stadium planowania.
Inaczej miała się sprawa ze schroniskami prywatnymi i nienależącymi do PTT – na Skrzycznem prowadziła je osoba niemieckiego pochodzenia; często kwaterował tam Wehrmacht. Podobna sytuacja (przedwojenni niemieccy właściciele – organizacja Naturfreunde) istniała na Błatniej. Rysianka była oficjalnie schroniskiem działającym pod egidą polskiego Tatrzańskiego Towarzystwa Narciarzy z Krakowa, ale grunt i budynek pozostawał własnością osoby prywatnej – Gustawa Pustelnika. Oddał on sporo usług III Rzeszy (prawdopodobnie szpiegował dla Niemców przed wojną), więc podczas okupacji schronisko utrzymał w swoich rękach, zmieniając je w dom wypoczynkowy dla żołnierzy i organizując wojskowe kursy narciarskie.
Także schronisko na Soszowie należało do osób prywatnych – rodziny Gajdziców. Wykorzystując wyjazd właściciela na prace przymusowe, a później powołanie do Wehrmachtu oddział zabrzański BV wymógł na żonie dzierżawę obiektu – nie udało się mu jednak pozbyć dawnych właścicieli całkowicie.
Nawet w schroniskach, które należały przed wojną do Towarzystwa Beskidzkiego, często kwaterowano wojsko lub członków organizacji narodowo-socjalistycznych – na przykład na Białym Krzyżu ulokowano młodzież z Hitlerjugend, która teoretycznie miała pomagać w ochronie obiektów przed potencjalnymi partyzantami, ale pod koniec wojny, w momencie zagrożenia, bardzo szybko się ze schroniska ewakuowała.
Korzyści jakie BV czerpał ze schronisk górskich miały charakter wyłącznie prestiżowy (polscy właściciele, którzy zostali na stanowiskach mieli dbać o ich stan techniczny i co miesiąc składać raporty z działalności – nie przysługiwało im wynagrodzenie). Obroty były małe, choć w niektórych obiektach pojawiali się przedwojenni turyści, liczni Niemcy oraz patrole żołnierzy (szczególnie przy granicy ze Słowacją); dochody przynosiła głównie sprzedaż alkoholu. Zyski starczały na utrzymanie gospodarzy, ale nie na bardziej aktywną działalność, w dodatku w lasach dość często pojawiały się grupy partyzantów. Pod koniec wojny działalność Towarzystwa praktycznie zamarła. Sam dr Stonawski w swoich listach kilka razy przyznawał, że wobec trudnej sytuacji Beskidenverein jest bezradne – mała liczba turystów, restrykcyjne przepisy utrudniające poruszanie się, wreszcie wiele obiektów zostało faktycznie zarekwirowanych na potrzeby niemieckiego wojska i pozostawały w ewidencji organizacji jedynie na papierze.
Okres hitlerowski to także koniec aktywnej współpracy pomiędzy niemieckimi organizacjami turystycznymi – poszczególne towarzystwa rywalizowały ze sobą o wpływy, często o aktualnej polityce nie decydowały potrzeby turystyki, ale ambicje „wodza” danej sekcji lub oddziału. Wiele organizacji zakończyło swoje istnienie wskutek zaniku ruchu turystycznego, braku funduszy, albo zostało na siłę przyłączone do szerszego związku, który łatwiej było władzom kontrolować. Również dawny system wymiany zniżek został mocno ograniczony – BV posiadało odpowiednią umowę tylko z Morawsko-Śląskim Sudeckim Towarzystwem Górskim, zawartą w 1941.

## Koniec istnienia BV

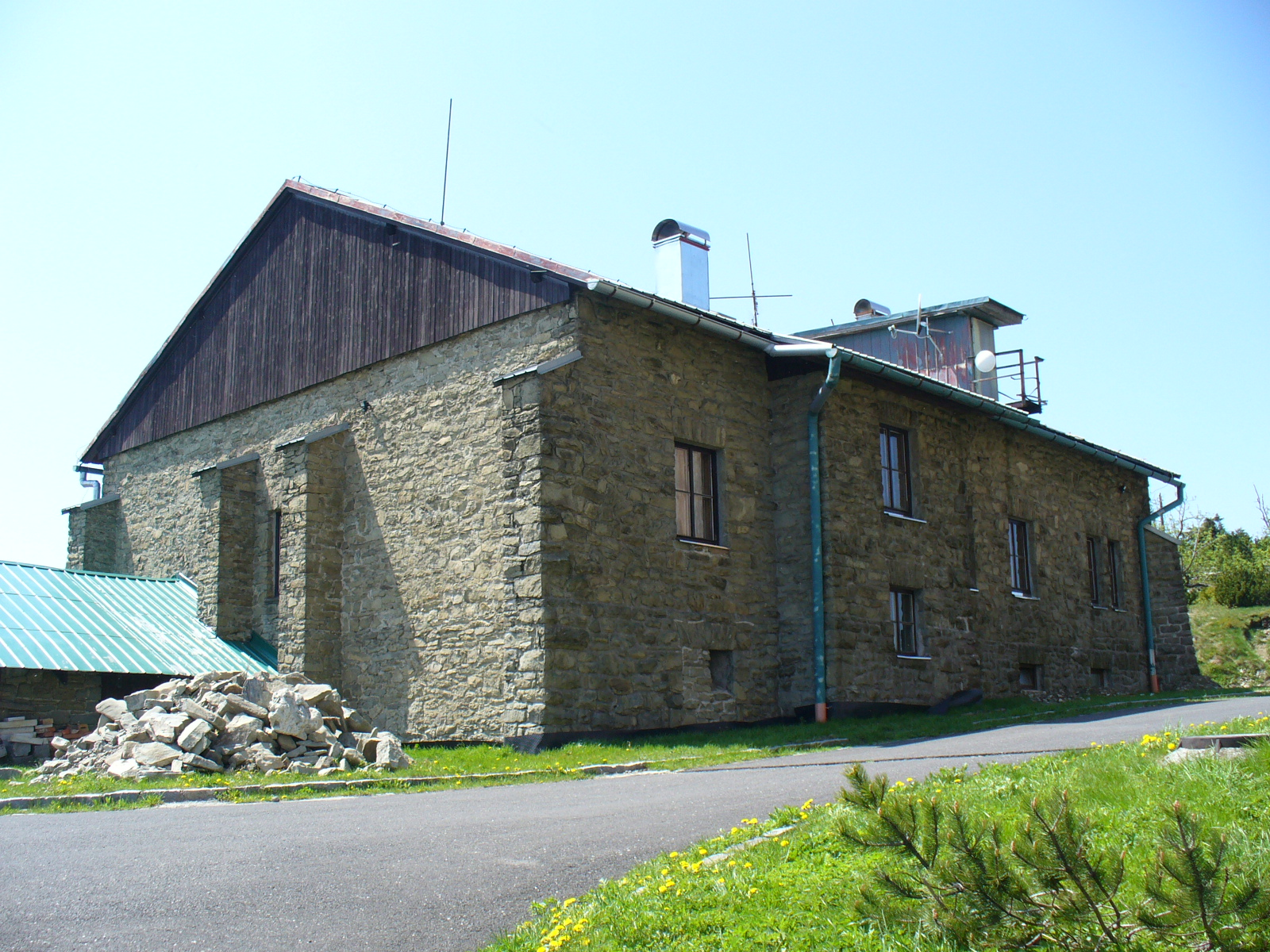
Steinerne Haus – stan dzisiejszy

Po II wojnie światowej majątek organizacji na terenie Polski był często niszczony i rozkradany, a to co z niego pozostało zostało przejęte przez PTT, a następnie przez PTTK, które nadal pozostaje jego właścicielem. Wszystkie obiekty funkcjonują do dziś (z wyjątkiem schroniska na Babiej Górze i stacji turystycznej na Przełęczy Salmopolskiej), ale zostały przebudowane – najbardziej różni się od oryginału schronisko na Hali Lipowskiej.
W Czechosłowacji terenowe oddziały BV zostały rozwiązane mocą rozporządzenia Ministerstwa Spraw Wewnętrznych z dnia 20 maja 1945, potem na podstawie dekretów Benesza wysiedlono niemieckich mieszkańców, a ich mienie (a więc również schroniska) upaństwowione – przekazano je różnym organizacjom – zarówno turystycznym (Klub Czechosłowackich Turystów – KČST), jak i pracowniczym. Większość dotrwała do czasów współczesnych.
Obiekty na Białym Krzyżu zajęło państwo – również znajdujący się w pobliżu hotel Baron (dziś po słowackiej stronie granicy pod nazwą Kysuca), gdyż jego właściciel w czasie II wojny światowej współdziałał z Niemcami. Dawny Berghotel w okresie socjalistycznym oddano związkom zawodowym jako miejsce wypoczynku „ludu pracującego”. Obecnie (2016 r.) jest on po gruntownym remoncie i funkcjonuje jako apartamentowiec.
Na Łysej Górze Steinerne Haus istnieje do dzisiaj (prowadzone przez KČT) i służy turystom jako Bezručova chata na Lysé hoře, w przeciwieństwie do budynku, któremu patronował arcyksiążę Albrecht – spłonął w 1972. Ostrauer Hütte pod nazwą Ostravská chata funkcjonuje nadal na czerwonym szlaku, prowadzącym na szczyt. Działa również pierwsze schronisko wybudowane przez BV na Jaworowym (w okresie II wojny światowej funkcjonowało też pod nazwą Schutzhaus Ahornberg) – cieszy się dużą popularnością, zwłaszcza zimą (obok funkcjonuje stacja narciarska).
Chata na Skałce, użytkowana przez Klub Czeskich Turystów, choć dwukrotnie po wojnie trawił ją pożar, wygląda jak w dniu otwarcia w latach 20. XX wieku – zawsze gruntownie ją odbudowywano. Hadaszczok-Hütte już nie istnieje – spłonęła w czasie II wojny światowej (wiadomo, że jeszcze w 1942 przyjmowała turystów) lub, według innych źródeł, budynek rozebrano dopiero w 1949 ze względu na znaczne uszkodzenia oraz zaatakowanie drewna szkodnikami. Pozostały po nim tylko fundamenty, położone niedaleko działającego do dzisiaj schroniska Kolářova chata Slavíč. Z kolei schronisko na Wielkiej Czantorii, znajdujące się obecnie w prywatnych rękach, po otwarciu granicznego przejścia turystycznego, a zwłaszcza po wejściu Polski do strefy Schengen, jest bardzo popularnym celem wycieczek ze strony polskiej, choć funkcjonuje w nim tylko bufet (bez możliwości noclegu).
Większość działaczy i członków Beskidenverein uciekła do Niemiec przed zbliżającą się Armią Czerwoną i często zasiliła stowarzyszenia ziomkostw, natomiast ci, którzy przed wojną byli aktywni w niemieckich partiach, również Związek Wypędzonych. W Polsce udało się natomiast zostać drowi Stonawskiemu. Władze Polski Ludowej wytoczyły mu co prawda proces, ale nie udowodniły bezpośredniego związku z działalnością faszystowską ani z działaniem na szkodę Polaków. Zaraz po wojnie wystosował list do PTT, aby mógł zostać pochowany w okolicy schroniska na Hali Lipowskiej, zwrócony twarzą w kierunku Pilska i Babiej Góry, ale Zarząd Główny PTT odpisał, że sprawą tą zajmować się nie będzie. Dr Stonawski mieszkał w Bielsku, zajmując się działalnością charytatywną na rzecz niemieckich mieszkańców oraz gloryfikując dawną działalność BV. Zmarł w 1966 w wyniku wypadku w górach i został pochowany w rodzinnym grobie w Skoczowie.
W Niemczech zachodnich pamięć o Beskidenverein pozostała długo żywa – w wiele lat po zakończeniu jego istnienia wydawano pamiątkowe albumy oraz książki.